# Чёрная (приток Жукопы)
Чёрная — река в Тверской области России.
Протекает по территории Андреапольского района. Исток — в болотистой лесной зоне. Впадает в реку Жукопу в 62 км от её устья по левому берегу. Длина реки составляет 26 км, площадь водосборного бассейна — 90,1 км². В нижнем течении находится деревня Лукьяново, относящаяся к Луговскому сельскому поселению.

## Данные водного реестра
По данным государственного водного реестра России относится к Верхневолжскому бассейновому округу, водохозяйственный участок реки — Волга от истока до Верхневолжского бейшлота, речной подбассейн реки — бассейны притоков (Верхней) Волги до Рыбинского водохранилища. Речной бассейн реки — (Верхняя) Волга до Куйбышевского водохранилища (без бассейна Оки).
По данным геоинформационной системы водохозяйственного районирования территории РФ, подготовленной Федеральным агентством водных ресурсов:
- Код водного объекта в государственном водном реестре — 08010100112110000000123
- Код по гидрологической изученности (ГИ) — 110000012
- Код бассейна — 08.01.01.001
- Номер тома по ГИ — 10
- Выпуск по ГИ — 0